# Servicio Especial de Embarcaciones
El Servicio Especial de Embarcaciones (en inglés: Special Boat Service), más conocido por sus siglas SBS, es una unidad militar de fuerzas especiales de la Marina Real británica. La unidad está formada por unos 200 comandos reclutados principalmente de los Marines Reales. Tiene su cuartel general en Poole, Dorset.
Junto con el Servicio Aéreo Especial (SAS), el Regimiento de Reconocimiento Especial (SRR) y, a partir de 2006, del Grupo de Apoyo de Fuerzas Especiales (SFSG), integran las Fuerzas Especiales del Reino Unido (UKSF).

## Estructura operativa
Dependiendo de las fuentes, el SBS puede estar compuesto por tres escuadrones:
- C Squadron: especializado en operaciones a nado y en canoas/kayaks.
- S Squadron: especializado en minisubmarinos y pequeñas embarcaciones.
- M Squadron: especializado en el abordaje y encargado de la lucha contra el terrorismo marítimo y que incorpora al llamado Black Group, una unidad antiterrorista especializada en incursiones en helicóptero.

Otras fuentes afirman que está compuesto por cuatro escuadrones, C, X, M y Z:
- M squadron, encargado de la lucha contra el terrorismo marítimo.
- Z squadron, especializado en minisubmarinos y pequeñas embarcaciones.

Y que reciben apoyo de las escuadrones C y X.

### Selección y entrenamiento
Los aspirantes a ser miembros del SBS deben mostrar una serie de actitudes para poder pasar la primera selección y luego superar la dura fase de entrenamiento. Se comparte con el SAS la durísima fase de selección, tras la cual si el candidato es aceptado puede incorporarse al SBS. En el SBS se continua con un duro entrenamiento para capacitar a los nuevos soldados en el medio acuático (canoas, escalada, submarinismo, botes, inserción desde submarinos, etc). Algunos miembros del SAS también realizan el curso de entrenamiento del SBS en Poole.
La exigencia, riesgo y complejidad del entrenamiento hace que los accidentes no sean infrecuentes, incluso con fallecimientos, como en 2006 cuando el comandante del SBS murió durante un entrenamiento con minisubmarinos en la costa de Noruega.

## Historia
Inicialmente creado como una unidad especial incorporada a los Layforce Commandos durante la Segunda Guerra Mundial, en 1940 se constituye como la 1st Special Boat Section (1st SBS), con el 2nd SBS formado en mayo de 1942. En 1943, se cambió de nombre al Special Boat Squadron y, al año siguiente, se cambiaría de nuevo el nombre del escuadrón al actual Special Boat Service, aunque otras fuentes afirman que su nombre actual data de finales de la década de 1980 o incluso de finales de la década de los 90.

## Misiones

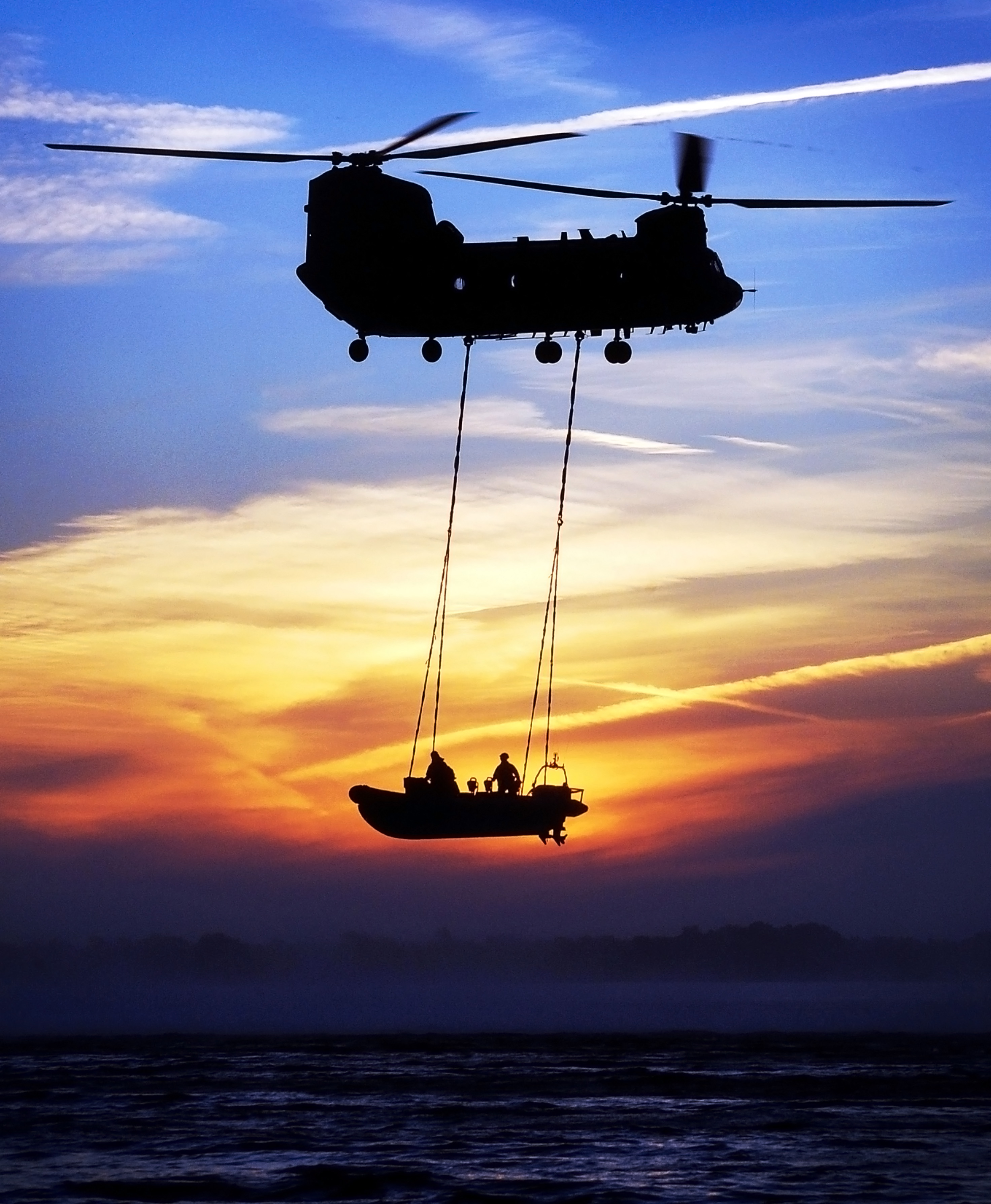
Chinook de la RAF entrenandose con los Royal Marines.

### Guerra de Corea
En 1950, como la Sección de Botes Especial, colaboró con las fuerzas estadounidenses en Corea.
El SBS fue asignado al Comando Independiente 41 de Marines Reales, que realizó numerosas incursiones detrás de las líneas enemigas infiltrándose desde el mar.

### Guerra Fría
Durante la guerra fría el SBS, al igual que el SAS, realizó múltiples misiones aparte de los conflictos. De hecho fue su utilidad la que hizo que en 1951 el Rhine Squadron de la Armada creara dos secciones del SBS para realizar demoliciones, sabotajes y guerrilla en caso de que una ofensiva del Pacto de Varsovia alcanzara los ríos principales de Alemania Occidental.
Entre las misiones realizadas:
- Realizaciones de comprobaciones de seguridad, mediante incursiones simuladas en los que tomaban el papel de comandos Spetnatz rusos.[16]
- Infiltración y exfiltración de agentes.
- Entrenamiento de fuerzas aliadas. Esta función fue una a las que en la década de 1970 se acogió el SBS para justificar su existencia. Entre las fuerzas especiales que el SBS ha entrenado están los SBS iraníes (hasta 1979), SEAL estadounidenses, fuerzas especiales survietnamitas, fuerzas especiales de Malasia, fuerzas especiales de Singapur, SBS holandeses, etc.
- Examinar barcos rusos fondeados en países neutrales o amigos.[21]

### Irlanda del Norte
Miembros del SBS fueron desplegados en misiones de vigilancia y seguimiento en las zonas afines al IRA, siendo algunos de ellos asignados a la 14 Intelligence Company. El SBS también realizó entre 1969 y 2007 tareas de patrullaje en las fronteras y costas para evitar la entrada de armas y miembros del IRA desde Irlanda o desde el mar.

### Malvinas
El SBS destinó tres secciones a la operación británica para recuperar las Malvinas. Los primeros soldados británicos en llegar a la zona fueron los miembros del SBS embarcados en submarinos.
Los primeros en entrar en combate fueron los dos miembros del SBS embarcados en la fragata HMS Plymouth y los seis embarcados en el submarino HMS Conqueror. Fueron asignados a la fuerza de Royal Marines y SAS que debían tomar las islas Georgias del Sur.
La noche del 1 de mayo, en cuanto las Malvinas estuvieron dentro del radio de operaciones de los helicópteros, fuerzas de reconocimiento del SBS y del escuadrón G del SAS se infiltraron en las islas, detrás de las líneas argentinas, para recoger información acerca del despliegue argentino. Los SBS se desplegaron en zonas costeras y el SAS en el interior. Las únicas bajas mortales que sufrieron los SBS durante la guerra se produjeron cuando una patrulla del SBS fue emboscada por una patrulla SAS, que los confundió con soldados argentinos.
El SBS también participó en el ataque a isla Borbón (Pebble Island), tomando parte en el exploración y reconocimiento previos al ataque del SAS contra el Aeródromo Auxiliar de Calderón y el radar situado en la isla. Para ello patrullas del SBS desembarcaron cuatro días antes del ataque del 15 de mayo de 1982.
Una sección del SBS se insertó la madrugada anterior al desembarco de San Carlos del 21 de mayo de 1982. Con el apoyo de helicópteros Wessex HU.5 los soldados aterrizaron al este de Fanning Head, posición en los alto de una colina que contaba con armas pesadas y era considerada una amenaza seria por los británicos. Los miembros del SBS se acercaron a la posición argentina y se entabló combate de infantería. En la lucha siguiente los británicos solicitaron apoyo de fuego naval y los argentinos se vieron obligados a evacuar la posición, asegurándose así los británicos el flanco norte de la zona de desembarco. Posteriormente algunos de los SBS se diriegieron a la playa para balizar el desembarco del 3er. Batallón de Paracaidistas.
Posteriormente patrullas del SBS participaron en las tareas de hostigamiento a los destacamentos argentinos de Fox Bay y Port Howard, ayudando a dirigir fuego naval sobre los depósitos de combustible y de munición. En el avance a Port Stanley patrullas del SBS y el SAS se adelantaron para reconocer el terreno, dirigiendo fuego de artillería y ataques aéreos sobre los argentinos así como buscando puntos débiles por los que atacar. Estas patrullas también se encargaban de neutralizar a las patrullas de comandos argentinos. 
El 13 de junio una fuerza conjunta de SAS y SBS lanzaron un ataque contra la península de Cambers, mediante el empleo de botes. Los argentinos los detectaron y rechazaron el ataque, consistente en dos oleadas consecutivas de botes. Al menos tres de los botes fueron destruidos y varios británicos heridos.
Combate de San Carlos (1982)

### Borneo
Entre 1962 y 1966 el SBS colaboró en luchar contra la infiltración de guerrillas y tropas regulares indonesias en Malasia. El SBS contaba con dos secciones basadas en Singapur (2 SBS, asignada orgánicamente al 42 Commando de los Royal Marines, reforzada por el 1SBS) que estaban familiarizadas con la jungla. En Singapur el SBS entrenó a fuerzas especiales de Malasia y Vietnam del Sur en lucha contraguerrilla. 
Aprovechando su presencia en Singapur, ya en el año 1961 miembros del SBS realizaron su primera acción en Borneo. Posteriormente, el SBS se desplegó apoyando al SAS en Borneo para controlar la frontera e interceptar las incursiones desde Indonesia. El SBS fue asignado a las regiones de Tawau y Sematan, principalmente, por sus áreas costeras y ríos. Entre las misiones del SBS estaban también atacar los campamentos indonesios en la costa y en islas. También colaboró en apoyar realizar incursiones en el lado indonesio de la frontera.

### Vietnam
El SBS asesoró a los americanos en la creación de sus fuerzas especiales. En 1962 el SBS entrenó Fuerzas Especiales de Vietnam del Sur y también del recién creado SEAL de la Armada estadounidense. Así, seis miembros del SBS fueron asignados a Tailandia para asesorar al ejército. En Vietnam algunos miembros del SBS fueron asignados en programas de intercambio con los SAS de Australia y de Nueva Zelanda, pero también como asesores de los Seal norteamericanos que servían en el delta del Mekong.

### Bosnia
Entre 1993 y 1996 destacamentos del SBS fueron destinados a Bosnia, apoyando primero la misión de Naciones Unidas y más tarde la intervención de la OTAN. Al igual que el resto de tropas especiales británicas realizaron misiones de reconocimiento, dirección de ataques aéreos sobre posiciones serbias y detención de criminales de guerra.

### Timor Oriental
Miembros del SBS y SAS australiano y de Nueva Zelanda fueron la vanguardia en septiembre de 1999 del despliegue de las tropas de paz de la Fuerza Internacional para Timor Oriental (InterFET). En el caso del SBS se encargó de asegurar el puerto de Dili y controlaron a las milicias pro-Indonesia de la zona.[cita requerida]

### Afganistán
En noviembre de 2001, una avanzadilla de un centenar de miembros del SBS llegaron a la Base Aérea de Bagram, al norte de Kabul, con el objetivo de «estabilizar» la zona para la posterior llegada de una fuerza multinacional para poder asegurar la llegada de ayuda humanitaria y para que las Naciones Unidas estableciera un gobierno interino, además de desplegar fuerzas, principalmente de países musulmanes, encargadas del mantenimiento de la paz. El SBS realizó diversas operaciones durante 2001-2002, siendo la de la cárcel de Qala-i-Jangi la más conocida ya que fueron filmados por las cámaras de televisión.
En 2005 se decidió que el SBS fuera responsable de las operaciones en Afganistán y el SAS de Irak, constituyendo la Task Force 42 que operó durante años en las provincias del sur bajo el Mando Regional Sur de la Coalición. El SBS realizó en Afganistán docenas de operaciones de eliminación de líderes talibanes y señores de la droga. En 2007 en una contraofensiva con objeto de
recuperar las posiciones que habían pasado a manos de los talibanes se dio muerte al número dos de las fuerzas enemigas, el líder Mullah Dadullah, en una acción del Special Boat Service. En una de esas operaciones en 2008 un sargento del SBS y un capitán del SRR murieron tras ser emboscada su unidad por los talibanes.

### Operación Telic (Irak)
En el marco de la Operación Telic, en abril de 2003, una patrulla móvil SBS fue atacada cerca de Mosul. Tras luchar durante seis horas, fueron rescatados por helicópteros del RAF aunque dejaron atrás a dos soldados que habían sido separados del grupo durante la batalla. Al final consiguieron escapar 160 km hasta la frontera con Siria, donde fueron capturados y, tras una petición personal del primer ministro Tony Blair a las autoridades sirias, los dos pudieron regresar al Reino Unido. Por otra parte, los medios de comunicación iraquíes mostraron los tres vehículos especializados y equipamiento que incluía, supuestamente, un misil superficie-aire. Como resultado de la operación, el DSR cesó de forma fulminante al comandante en jefe del SBS, reemplazándole con un oficial del SAS.
El escuadrón C realizó una rotación de unos tres meses en Bagdad a principios de 2003. El cabo Ian Plank, el SBS pero asignado al SAS, murió durante un registro realizado en una operación de búsqueda de dirigentes insurgentes en Ramadi el 31 de octubre de 2003, siendo la primera baja de las UKSF en Irak. Escuadrones del SBS sigieron rotando como parte de la Task Force Black, turnándose con el SAS. El escuadrón C volvió a Bagdad en 2004 donde, durante sus cuatro meses de estancia, realizó 22 operaciones. El 23 de julio de 2005 el escuadrón M, apoyado por el SAS y los Delta llevó a cabo la Operación Marlborough, eliminando a tres suicidas del grupo AQI.

### Somalia
Fuerzas del SBS han operado ocasionalmente en Somalia contra la piratería. El SBS ha tomado parte tanto en misiones de vigilancia de los puertos desde donde partían los piratas como en incursiones para atacar bases y liberar barcos apresados.

### Guerra contra el Daesh
En agosto de 2014 se hizo oficial la presencia de unidades del UKSF en Iraq en el marco de la operación contra el Estado Islámico. Estas unidades incluyen al SBS y también operan en Siria. Oficialmente, su cometido es obtener información y entrenar y asesorar a las fuerzas iraquíes y kurdas. Fuentes no oficiales indican que han participado en operaciones de combate contra el Daesh.